# Härryda község
Härryda község (svédül: Härryda kommun) Svédország 290 községének egyike. A mai község 1971-ben jött létre.

## Települések
A község települései:
| Település           | Népesség | Megjegyzés         |
| ------------------- | -------- | ------------------ |
| Benareby            | 385      |                    |
| Eskilsby och Snugga | 219      |                    |
| Göteborg            | 3        |                    |
| Hindås              | 2064     |                    |
| Härryda             | 861      |                    |
| Hällingsjö          | 261      |                    |
| Landvetter          | 6680     |                    |
| Mölnlycke           | 14 334   | a község székhelye |
| Nya Långenäs        | 210      |                    |
| Rävlanda            | 1345     |                    |
| Rya                 | 295      |                    |
| Stora Bugärde       | 343      |                    |
| Tahult              | 548      |                    |